# Anita Berber
Anna Berber, conocida artísticamente como Anita Berber (Leipzig, Imperio alemán, 10 de junio de 1899-Berlín, República de Weimar, 10 de noviembre de 1928), fue una bailarina, actriz de cine y teatro, modelo, escritora ocasional y prostituta alemana considerada como uno de los símbolos eróticos más provocadores a la hora de exponer públicamente sus criterios y tendencias sexuales de la denominada República de Weimar y representante por antonomasia de la escuela expresionista del llamado «periodo de entreguerras».
En su faceta de bailarina su actividad se enmarcó dentro del movimiento coreográfico alemán denominado Nackttanz, en que sus protagonistas llegaban a actuar en ocasiones totalmente desnudas ante el público, lo que viene siendo interpretado por algunos investigadores como un «gesto de emancipación». Como modelo se conservan entre otros retratos suyos uno enfundada en un llamativo vestido rojo chillón ejecutado por el pintor alemán Otto Dix a mediados de los años 1920.
Se conocen también en este aspecto dos bailarinas de porcelana modeladas por el escultor austriaco Constantin Holzer-Defanti, varios trabajos de la diseñadora y fabricante de muñecas Lotte Pritzel y una serie de ocho litografías de la pintora e ilustradora Charlotte Berend-Corinth, de fuerte contenido pornográfico, todos ellos realizados a lo largo de 1919.
En cuanto a su imagen pública Anita Berber ha pasado al imaginario colectivo por un estilo sexual ambiguo, potenciado intencionadamente por el uso de monóculos y esmóquines que causó furor en Europa a principios de la década de los veinte. Contribuyeron al mismo la estilización de su figura, el uso de adhesivos color carne al objeto de producir el efecto visual de que la zona púbica se hallaba limpia de vello o el corte de pelo «a lo chico» (el denominado «corte garçon»), todo ello favorecido por el reducido tamaño de las tetas.
En 1987 el cineasta lituano Rosa von Praunheim dirigió la película Anita: Tänze des Lasters (traducible al esp. como Anita: Danzas del vicio), ambientada en Berlín a finales de los años 1980, en la que la actriz y escritora alemana Charlotte Goldmann, más conocida como Lotti Huber, interpretaba a una anciana (Frau Kutowski) que tras ser ingresada en un centro psiquiátrico revivía como propios los últimos momentos de la artista.

## Biografía

### Origen y aprendizaje (1899-1916)
Anna fue hija del matrimonio de clase media formado por Felix Berber (1871-1930), primer violín de la orquesta municipal de la ciudad de Leipzig, y Anna Lucie Thiem (1877-1954), protagonista de algunas incursiones esporádicas en el mundo de la chanson y el teatro de variedades. Tras el divorcio de sus padres a principios de noviembre de 1902, la pequeña se crio con su abuela materna (Luise Thiem) en Dresde.
Con doce años se matriculó en el Instituto Jaques-Dalcroze de Hellerau situado a las afueras de la capital, caracterizado por la extrema dureza de sus entrenamientos (el denominado «Método Dalcroze»), basado en la enseñanza de diversos conceptos musicales a través del movimiento corporal de los alumnos.
En 1914 se reencontró con su madre, ya por entonces residente en Weimar, donde estudió francés y confección en un costoso internado para niñas. El 5 de abril fue confirmada por el pastor luterano Johannes Kessler. Pero el estallido de la Gran Guerra a finales de julio de aquel año dio un rápido vuelco a sus vidas.
Poco más tarde se trasladaron al distrito berlinés de Wilmersdorf en compañía de su abuela materna y sus dos tías solteras, Else y Margarete Thiem, donde la joven comenzó a ejercer la prostitución tanto con hombres como con mujeres con el fin de ahorrar dinero para pagar sus cursos de actuación en la Escuela de Teatro de María Moissi.
También en aquel momento tomó clases de la coreógrafa de vanguardia y actriz cinematográfica Rita Sacchetto, con cuyo grupo debutó en la Blüthne-Saal el 24 de febrero de 1916 junto con la berlinesa Gertrude Samosch (conocida más tarde como Valeska Gert), Dinah Nelken y otras incipientes bailarinas de la época.

### Salto a la fama y primer matrimonio (1917-1921)

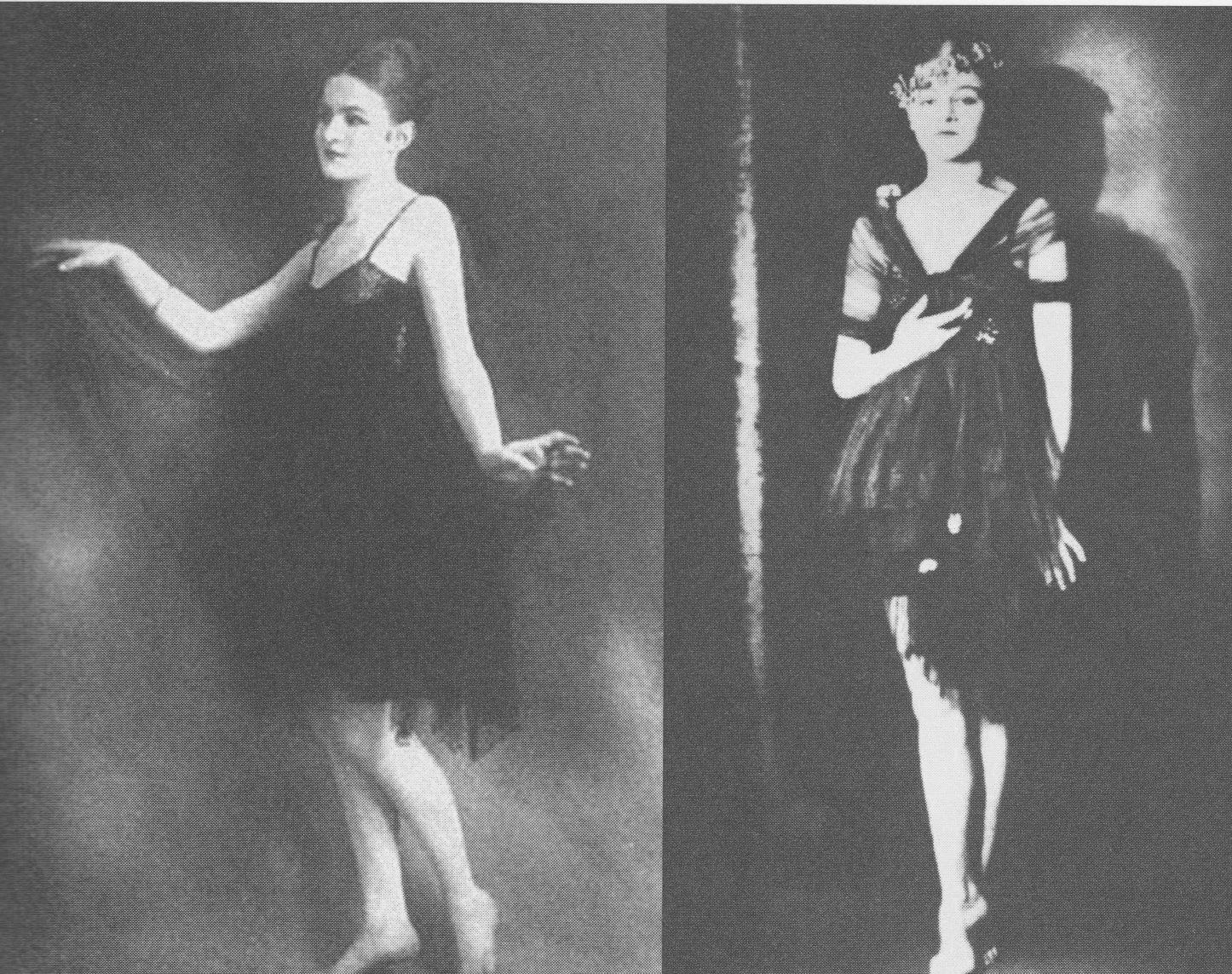
Dos imágenes de Berber captadas en 1916.

Desde entonces hasta 1917 no solo actuó por diferentes cabarés de Alemania (Hannover, Leipzig, Hamburgo, Fráncfort del Meno…), Suiza, Hungría y Austria (fue precisamente durante una fiesta organizada después de la actuación en un hotel de Viena cuando bajo los efectos del alcohol bailó desnuda por primera vez en público) como parte del elenco de la Sacchetto Troupe sino que emprendió su carrera en solitario en la Hochschule für Musik de Berlín (6 mar. 1917), al mismo tiempo que posó en distintas ocasiones como modelo en las revistas de moda Elegante Welte y su directa competidora Die Dame.
En 1918 intervino en la primera de su larga veintena de películas mudas, basada en la novela homónima de la escritora alemana Margarete Böhme publicada por primera vez en 1907, (Dida Ibsens Geschichte), todo lo cual la convirtió en una de las mujeres más celebradas y mejor pagadas de la época:

Un detalle simbólico: El chófer favorito del exkáiser lo [traicionó] y pasó al servicio del difunto presidente de la República, antiguo peletero. Sí; es el olvido casi absoluto. La prensa alemana dedica columnas enteras a las estrellas del teatro y el cine, a Dempsey y a la bailarina Anita Berber, [pero nada dice del] eremita de Doorn, esta Santa Elena de nuestros días, que sirve de residencia al "Napoleón alemán", como había calificado a Guillermo una hoja monárquica.

García Lorente (19 ago. 1925). «El exkáiser en Doorn». El Eco de Santiago (13 329): 1.

En enero de 1919, «al objeto de librarse de las continuas restricciones del hogar materno», contrajo matrimonio con el cineasta Eberhard von Nathusius, cuatro años mayor que ella, quien al menos en los primeros momentos la ayudó a prosperar en su carrera como actriz. En la primavera de ese año apareció junto a la nueva estrella del cine alemán Conrad Veidt en el filme del director austriaco Richard Oswald Anders als die Andern, de temática gay, en el papel de Else Sivers.
En cuanto a la sucesiva perversión de los personajes teatrales que interpretó durante este periodo (1919-22) cabe resaltar su actuación como Astarté, en que la protagonista vestida todavía con extraños ropajes de corte expresionista rechazaba una tras otra las lascivas insinuaciones tanto de los hombres como de las mujeres que la ansiaban, a las «representaciones vivientes» de Heliogábalo (ene. 1919) o su controvertida actuación en el Alkazar (1921), cubierta únicamente con «un triángulo color carne casi invisible con bandas muy planas alrededor de las caderas».
Un asistente al estreno relató que «cuando Anita salió al escenario mostrando rítmicamente […] sus hermosas tetas, las olas de entusiasmo crecieron». En cambio, los que lo consideraron como un espectáculo «inmoral» le lanzaron algún tipo de prenda para que se tapase.
Se conserva también al respecto una denuncia interpuesta ante la Policía de la capital por un ciudadano berlinés en la que describe en los siguientes términos una de sus actuaciones:

Está prácticamente desnuda y se acaricia y frota los pezones adoptando posturas sensuales e incitadoras. Sin ningún género de dudas, esta bailarina pone en peligro la moralidad y hiere la sensibilidad de forma extraordinaria.

Reproducida en Uzcanca Meinecke, Francisco (2018). El café sobre el volcán – Una crónica del Berlín de entreguerras (1922-1933). Madrid: Libros del K.O. ISBN 978-8416001842.

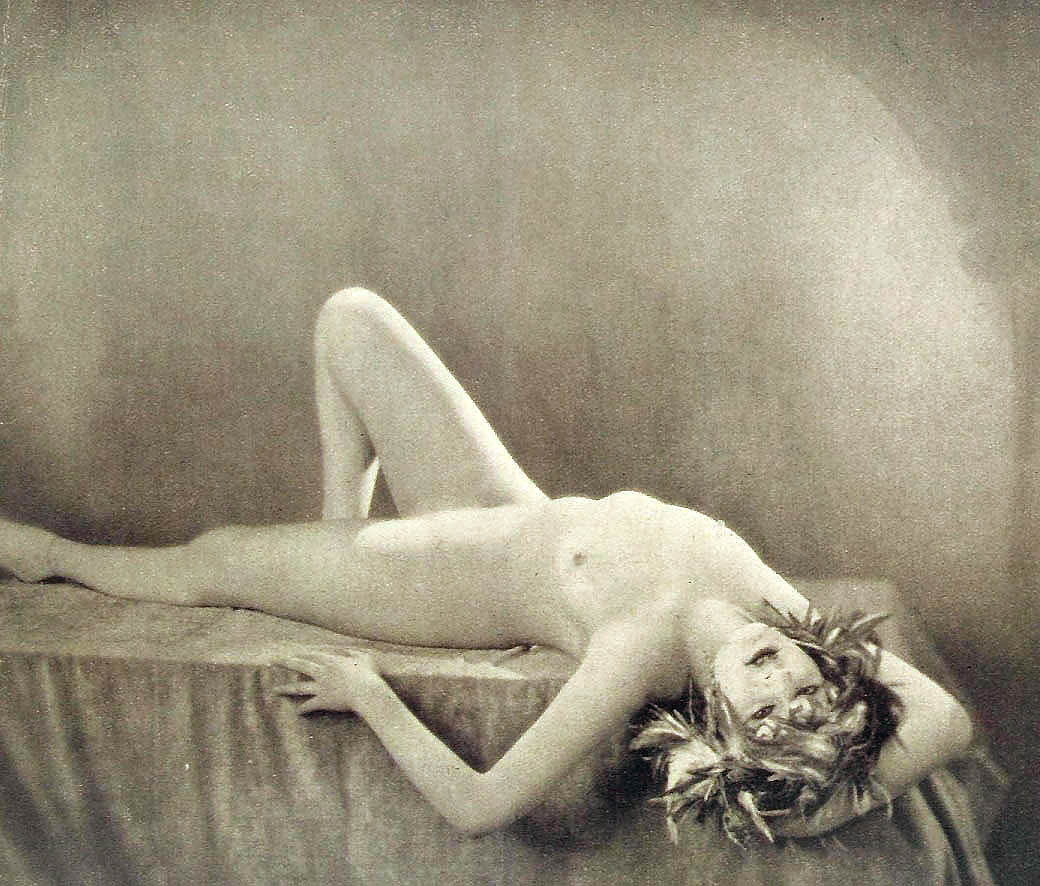
Anita Berber. Fotografía tomada por Alexander Binder en 1920.

Pero seguramente la obra más escandalosa en la que intervino por entonces fue la versión de 1922 de la Salomé de Strauss, en que tras decapitar al Bautista se deshacía de la túnica y con las manos aún ensangrentadas se masturbaba de manera explícita ante el público, ya clasificable plenamente dentro del movimiento vanguardista alemán denominado Nackttanz o Nacktballet, «surgido en Berlín a partir de 1918 como reacción al conservadurismo, la ruptura de tabúes y el voyerismo anteriores a la guerra […] y cuya estrella principal fue la famosa Anita Berber (1899-1928)».
Paralelamente su vida personal comenzó a derrumbarse entre escabrosos relatos alusivos a sus transgresoras costumbres sexuales que en breve saltaron de los escenarios donde actuó a la prensa alemana del momento.
De regreso a Berlín en el invierno de 1919 alquiló una suite en el Hotel Adlon, se dedicó a la compra compulsiva de todo tipo de pieles, joyas y zapatos, se entregó sin medida al consumo de drogas, alcohol y toda clase de estupefacientes prohibidos por entonces en Europa…, mientras pasaba las noches deambulando por los más elegantes establecimientos de la capital cubierta solo con un abrigo de marta cibelina «que le gusta dejar caer delante de la gente», un mono que le servía de mascota al cuello y una especie de antiguo relicario repleto de cocaína, todo lo cual se tradujo en un notable detrimento de su actividad cinematográfica no tan conocida ni polémica como sus apariciones frente a un público casi exclusivamente interesado en verla cada vez más ligera de ropa:

Yo diría que solo vestida con una esmeralda en el ombligo y algo [insignificante] que preserva su pudor.

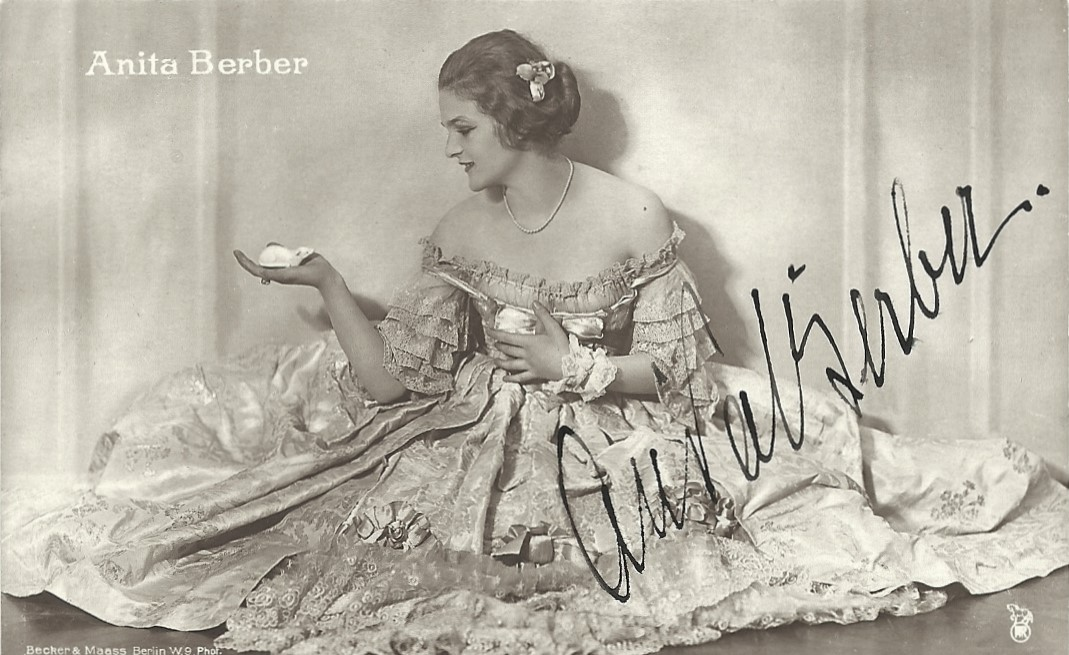
Anita Berber con un ratón blanco. Tarjeta postal con firma de la actriz realizada en el estudio de Otto Becker y Heinrich Maass (Berlín) en 1921.

Durante el recital que esta hermosa joven ofrece al público con su compañero, también desnudo [embadurnado de pintura dorada], imita un cuadro de Astarté. Astarté se detiene en los cielos y, por una escalera de oro, la bailarina, envuelta en un reluciente abrigo, desciende al escenario y, allí, evolucionando como un maniquí de tamaño natural, deja caer su abrigo y se despierta desnuda, alargada y nerviosa como una Diana de Jean Goujon.

En 1921 su matrimonio con Von Nathusius se desplomó. La pareja se divorció al año siguiente, lo que le permitió mantener continuas relaciones amorosas con una serie de mujeres entre las que cabe mencionar supuestamente a una joven Marlene Dietrich (1901-1992). No obstante, fue la dueña de un bar de ambiente lésbico, Susi Wanowski (apodada la Garçonne), divorciada de un alto oficial de la Policía alemana, quien sin pérdida de tiempo se convirtió en su amante, gerente y secretaria, lo que no fue óbice para que tras conocer en Viena a la baronesa Leonie von Puttkamer, descendiente de una noble familia prusiana y casada por entonces con el presidente de la Cámara Agrícola de Austria Albert Geßmann (hijo) tuviera una breve aventura con ella.

### Danzas del vicio, del espanto y del éxtasis(1922-1923)
En junio de 1922 entabló una nueva relación, esta vez con el bailarín, pintor y poeta Willy Knobloch, conocido artísticamente como Sebastian Droste (1892-1927), muy popular en los ambientes más marginales de Berlín. Los dos se sintieron atraídos mutuamente convencidos de que podían llegar a producir «algo» transgresor y novedoso.
Los preparativos comenzaron de inmediato. Se trataba de la obra Tänze des Lasters, des Grauens und der Ekstase, estrenada finalmente en la Konzerthaus de Viena el 14 de noviembre y cuyo trasunto «literario» era un extraño libro de poemas homónimo ilustrado con fotografías y dibujos, relacionado (al menos aparentemente) con la misma y en el que la pareja daba muestras evidentes de sus bien distintas formas de entender el género.[cita requerida]
Así, el estilo de Berber se basaba en una serie de imágenes complejas, enlazadas rítmicamente como se deduce de estos versos:

| Para mi [las orquídeas], son como las mujeres y los niños. Las probé y las paladeé desordenadamente y, al final, todo murió entre mis rojos labios.[38] |

Sebastian, por el contrario, separaba las palabras llamando la atención sobre ellas mismas como discretas formas no dependientes de una acción (el verbo) a fin de establecer intensas relaciones emotivas como parece desprenderse del siguiente poema:

| muros mesas sombras y gatos ojos verdes muchos ojos millones de ojos la mujer nerviosas ansias dispersas vida inflamada lámparas hinchadas sombra danzando | pequeña sombra gran sombra LA SOMBRA oh el salto sobre la sombra me tortura esta sombra me martiriza esta sombra me devora esta sombra qué quiere esta sombra cocaína gritos animales | sangre alcohol sufrimiento mucho sufrimiento y los ojos los animales los ratones la luz estas sombras estas terribles sombras negras[39] |

Entretanto, tras cinco semanas de duros ensayos, el agotamiento consiguiente y el creciente consumo de drogas pasaron factura a la actriz que fue ingresada con carácter de urgencia en el sanatorio Loew de la capital. A principios de octubre se estrenó con gran éxito su última película con Oswald, Lucrezia Borgia, casi al mismo tiempo que una «gira de calentamiento» de dos semanas los llevó por Italia, España y París.
Pero la progresiva ruptura de relaciones con los responsables del teatro, el enorme capital acumulado, las múltiples reservas de actuaciones «exclusivas» canceladas así como varias infracciones de contratos hicieron pronto que ambos fuesen expulsados de la Unión Internacional de Artistas (UIA) con la negativa expresa de actuar en ningún local de variedades de Europa, Gran Bretaña y Turquía en los dos años siguientes. En su caso, Berber, que lejos de arredrarse no dudó en saltarse la prohibición en repetidas ocasiones fue arrestada por asalto y robo y desterrada por último de Viena.
Después de una corta estancia en Budapest, en marzo de 1923 ambos emprendieron una nueva gira por Italia y Yugoslavia de la que regresaron en septiembre. Pero su relación laboral y personal había terminado. Poco más tarde Sebastian vendió las pertenencias de la artista y se instaló con el dinero en Nueva York donde trabajó como corresponsal en Estados Unidos del tabloide alemán BZ am Mittag. Falleció el 27 de junio de 1927, a los 29 años de edad, en la casa de sus padres en Hamburgo.

### Tercer matrimonio y fallecimiento (1924-1928)

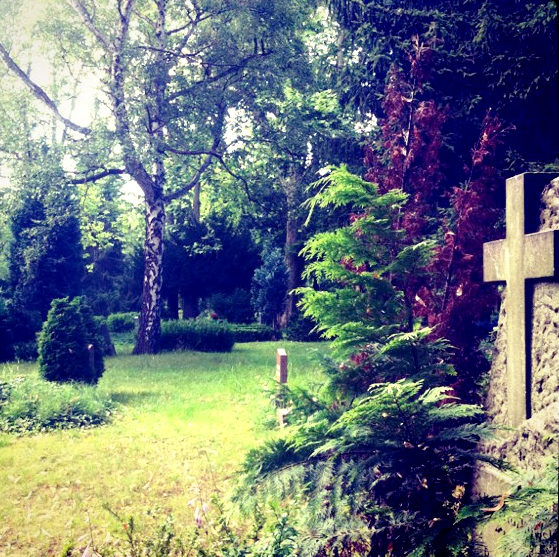
Neuköln (Berlín). Probable ubicación de la tumba de la actriz en el antiguo Cementerio de St. Thomas.

A principios de 1924 Berber volvió con su madre a la casa n.º 13 de la Zähringerstraße. En agosto asistió a una actuación del bailarín gay estadounidense Henri Chatin-Hoffman, hijo de un pastor evangélico de Baltimore, en la Blüthne-Saal de Berlín. Se enamoró inmediatamente de él y se casaron el 10 de septiembre.
En abril del año siguiente estrenaron en Stuttgart su primera colaboración, Shipwrecked. En junio de 1926 presentaron una nueva producción, Dances of Sex and Ecstasy. Estando en Zagreb, Berber insultó públicamente al rey de Yugoslavia Alejandro I por lo que fue encarcelada seis semanas.
De regreso a Alemania, se trasladaron a los Países Bajos para protagonizar un espectáculo que los mantuvo alejados de Berlín durante casi dos años. Comenzaron así una larga gira por Grecia y Oriente Próximo que los llevó entre otros destinos a El Cairo, Damasco y Beirut, donde la noche del 13 de julio de 1928, mientras actuaba en un club nocturno de la capital, la artista sufrió un colapso circulatorio, a raíz de lo cual se le detectó una tuberculosis en fase terminal. Ante tales expectativas, pidió desesperadamente «volver a casa».
Cuando tras cuatro meses de viaje llegaron a Berlín, Berber fue conducida directamente al Hospital Bethanien de Kreuzberg. Allí falleció el 10 de noviembre de 1928, a los 29 años de edad. Fue sepultada en una tumba para indigentes en el Cementerio de St. Thomas, situado en el barrio berlinés de Neuköln, cuyo abandono posterior hizo que en la actualidad se desconozca su ubicación exacta.
El 4 de noviembre de 2011 William Thirteen publicó al respecto:

En realidad, el cementerio se encuentra allí todavía y aún se sigue utilizando. [Pero], desafortunadamente, no hay señales de la tumba de la Berber: su ubicación se puede restringir a un área relativamente pequeña [en torno] a la Sección 2, Fila 21.

## Filmografía (1918-1925)
Como ya se ha mencionado anteriormente, entre 1918 y 1925 (es decir, tres años antes de su fallecimiento a finales de 1928) Anita Berber intervino en el rodaje de una veintena larga de películas mudas la mayoría de las cuales fueron realizadas por el director y guionista austriaco Richard Oswald (1880-1963).
En cuanto a los lugares en que fueron rodadas, cabe resaltar que «pese a la prohibición de residencia» al menos siete de estas cintas se filmaron en Austria de donde la actriz había sido expulsada oficialmente el 13 de enero de 1923.
| Año de estreno | Película (título original)                          | Personaje/s                                                                          | Director/es                 | Notas y críticas |
| -------------- | --------------------------------------------------- | ------------------------------------------------------------------------------------ | --------------------------- | --- |
| 1918           | Das Dreimäderlhaus                                  | Carlotta Grisi                                                                       | Richard Oswald              | Cortometraje. |
| 1918           | Dida Ibsens Geschichte                              | Dida Ibsen                                                                           | Richard Oswald              | "La infame bailarina, actriz y performer alemana Anita Berber interpretó a Dida Ibsen. Al igual que la primera versión de Tagebuch einer Verlorener [dirigida por Georg Wilhelm Pabst en 1929], se cree que [la cinta original] está perdida". "La mayor parte del público cinematográfico alemán exigía novedades, glamour, sensaciones fuertes…; las mismas cualidades que los críticos de teatro y danza desestimaron de forma inmediata. [Quizá por lo primero] Oswald eligió a Anita para interpretar el papel principal en la historia de Dida Ibsen". |
| 1919           | Prostitution                                        | Lona                                                                                 | Richard Oswald              | |
| 1919           | Die Reise um die Erde in 80 Tagen                   | Aouda                                                                                | Richard Oswald              | |
| 1919           | Peer Gynt - 2. Teil: Peer Gynts Wanderjahre und Tod |                                                                                      | Victor Barnowsky            | |
| 1919           | Peer Gynt                                           |                                                                                      | Victor Barnowsky            | |
| 1919           | Anders als die Andern                               | Else Sivers, hermana de Kurt                                                         | Richard Oswald              | Título en inglés: Different from the Others. |
| 1919           | Unheimliche Geschichten                             | Una joven, mujer, novia, esposa de borracho, hermana del presidente del club, esposa | Richard Oswald              | |
| 1920           | Yoshiwara, die Liebesstadt der Japaner              |                                                                                      | Arthur Bergen               | |
| 1920           | Der Graf von Cagliostro                             | Lorenza Cagliostros Skalvin                                                          | Reinhold Schünzel           | |
| 1920           | Nachtgestalten                                      | Bailarina                                                                            | Richard Oswald              | |
| 1920           | Der Schädel der Pharaonentochter                    |                                                                                      | Otz Tollen                  | |
| 1920           | Der Falschspieler                                   | Bailarina Asta                                                                       | Emil Justitz                | |
| 1921           | Die Nacht der Mary Murton                           |                                                                                      | Friedrich Porges            | Rodada en Austria. |
| 1921           | Verfehltes Leben                                    |                                                                                      | Maurice Armand Mondet       | Rodada en Austria junto a los actores Burg Carl y Philipp von Zeska, respectivamente, padre e hijo. |
| 1921           | Die Goldene Pest                                    | Natascha                                                                             | Louis Ralph, Richard Oswald | |
| 1921           | Lucifer                                             |                                                                                      | Ernest Juhn                 | Rodada en Austria. |
| 1922           | Dr. Mabuse, der Spieler                             | Bailarina con abrigo                                                                 | Fritz Lang                  | "Cuando Fritz Lang le exigió [para el rodaje] que se afeitara el grueso y rubio vello púbico, la bailarina enloquecida protestó rotundamente. En su lugar, Anita se pegó un parche de piel artificial con tonos color carne en la zona genital para engañar a los transgresores cineastas". |
| 1922           | Im Kampf mit dem Unsichtbaren Feind                 | Bessie, la novia de Fred                                                             | Erich Schönfelder           | |
| 1922           | Lucrezia Borgia                                     | Condesa Julia Orsini                                                                 | Richard Oswald              | Con Conrad Veidt en el papel de César Borgia y Albert Bassermann como el papa Alejandro VI. Para la revista cinematográfica Der Film (Berlín, 1922; n.º 44), "Anita Berber tiene algunas tomas buenas, pero es eclipsada por los actores masculinos". |
| 1922           | Schminke                                            |                                                                                      | Fritz Kaufmann              | |
| 1922           | Die vom Zirkus                                      | La estrella del circo                                                                | William Kahn                | |
| 1923           | Wien, du Stadt der Lieder                           |                                                                                      | Alfred Deutsch-German       | |
| 1923           | Die drei Marien und der Herr von Marana             |                                                                                      | Reinhold Schünzel           | |
| 1923           | Irrlichter der Tiefe                                | Astarté                                                                              | Fritz Freisler              | Rodada en Austria. |
| 1925           | Ein Walzer von Strauß                               | Bailarina                                                                            | Max Neufeld                 | Rodada en Austria. |

## Imagen y reconocimientos posteriores
Solo un año después de su muerte, es decir, en 1929 el periodista, dramaturgo y guionista cinematográfico de origen ucraniano Lazar Herrmann, más conocido como Léo Lania (1896-1961), publicó una biografía de la actriz y bailarina subtitulada Der Tanz ins Dunkel (El baile en la oscuridad) en la que el autor «se concentró en destacar los aspectos más sensacionalistas de su desordenada vida», lo que contribuyó a forjar la imagen de Berber como «un mito decadente».
Pero fue tras el ascenso de Adolf Hitler al poder a principios de 1933 cuando su figura pasó inmediatamente a convertirse en el prototipo del personaje duramente censurado por la Liga de Artistas Alemanes fiel a los nuevos planteamientos éticos y estéticos del régimen nazi (encuadrables dentro del denominado «arte heroico») como uno de los iconos sexuales más provocadores de una sociedad de corte «judeobolchevique» que con mayor énfasis habían contribuido al colapso económico y moral de la joven República de Weimar.
Asimismo el propio autor del Retrato de la bailarina Anita Berber (Otto Dix, 1925) sufrió las consecuencias de la recién llegada situación política, una de cuyas primeras determinaciones en este sentido fue el montaje de la exposición de «arte degenerado» (Entartete Kunst) que con carácter itinerante recorrió numerosas ciudades de Alemania y Austria a partir de 1937.
Tras cambiar de propietario en varias ocasiones, la pintura en cuestión (técnica mixta sobre madera contrachapada, 120 x 65 cm) pertenece al Landesbank de Baden-Würtemberg si bien se conserva en depósito en el Kunstmuseum de Stuttgart. También cabe destacar que el 5 de noviembre de 1991 con ocasión del primer centenario del nacimiento del pintor expresionista el Deutsche Bundespost emitió un sello conmemorativo del evento con la imagen del cuadro. La emisión constó de 26 032 500 piezas con un valor facial de 60 pfennig.
Ya en 1984 se puso a la venta la segunda biografía de Berber confeccionada esta vez por el escritor, periodista y dibujante Lothar Fischer (n. 1932), quien con anterioridad había editado un trabajo similar sobre el mencionado Otto Dix (Fischer, Lothar (1981). Otto Dix – Ein Malerleben in Deutschland. Berlín: Nicolai). Con tal motivo se celebró del 15 de mayo al 30 de junio una exposición de fotografías y documentos de la actriz que fue promocionada por la prensa local y la empresa pública de radio y televisión berlinesa SFB. También por las mismas fechas la actriz Charla Drops reinterpretó en la galería Bildfang de Schöneberg varios bailes de la artista.
El 9 de abril del año siguiente (1985) Lothar Fischer pronunció una nueva conferencia en este caso en el Instituto Goethe de Berlín Occidental centrada especialmente en las figuras de George Grosz, Otto Dix y Anita Berber.
Unos meses antes de la caída del Muro de Berlín la noche del 9 al 10 de noviembre de 1989 la bailarina y coreógrafa alemana Arila Siegert (n. 1953) interpretó el papel de Anita Berber en la adaptación escénica de la novela de la aristócrata y escritora austriaca Hermine Isabelle Maria Gräfin Folliot de Crenneville, más conocida por el seudónimo literario de Hermynia zur Mühlen, Die Weiße Pest (La peste blanca) que fue televisada por la República Democrática Alemana.
El 1 de octubre de 1993 se estrenó en la Staatsoper Unter den Linden de Berlín el ballet del bailarín y coreógrafo francés Roland Petit Dix o Eros et Mort cuya octava escena, interpretada por Bettina Thiel, estuvo dedicada a Anita Berber.
En abril de 1994 el club nocturno Bimbos de San Francisco (EE. UU.) produjo la coreografía de Marni Thomas financiada por el Instituto Goethe The Seven Addictions and Five Professions of Anita Berber interpretada por la cantante y actriz alemana Nina Hagen.
El 28 de noviembre de 1999 se presentó en la Diskothek Tresor de Berlín el espectáculo de Beatrice Manowsky titulado Eine Anita Berber Nacht e interpretado en sus papeles principales por Golo Gott, Katharina Kaiser, Miriam Wolf, Ricardo de Bellies y Jutta Deutschland.
Seis meses después, el 5 de junio de 2000, la bailarina muniquesa Sylvia Schmid, conocida artísticamente como Sylvie Bertin (n. 1967) presentó un trabajo coreográfico dedicado a Anita Berber como parte de una exposición organizada en el Berliner Arbeiter-Theater (BAT). El momento en que la artista se mostraba totalmente desnuda ante el público fue transmitido por la Mitteldeutscher Rundfunk (MDR) con motivo de la emisión de una entrevista al antes mencionado Lothar Fischer.

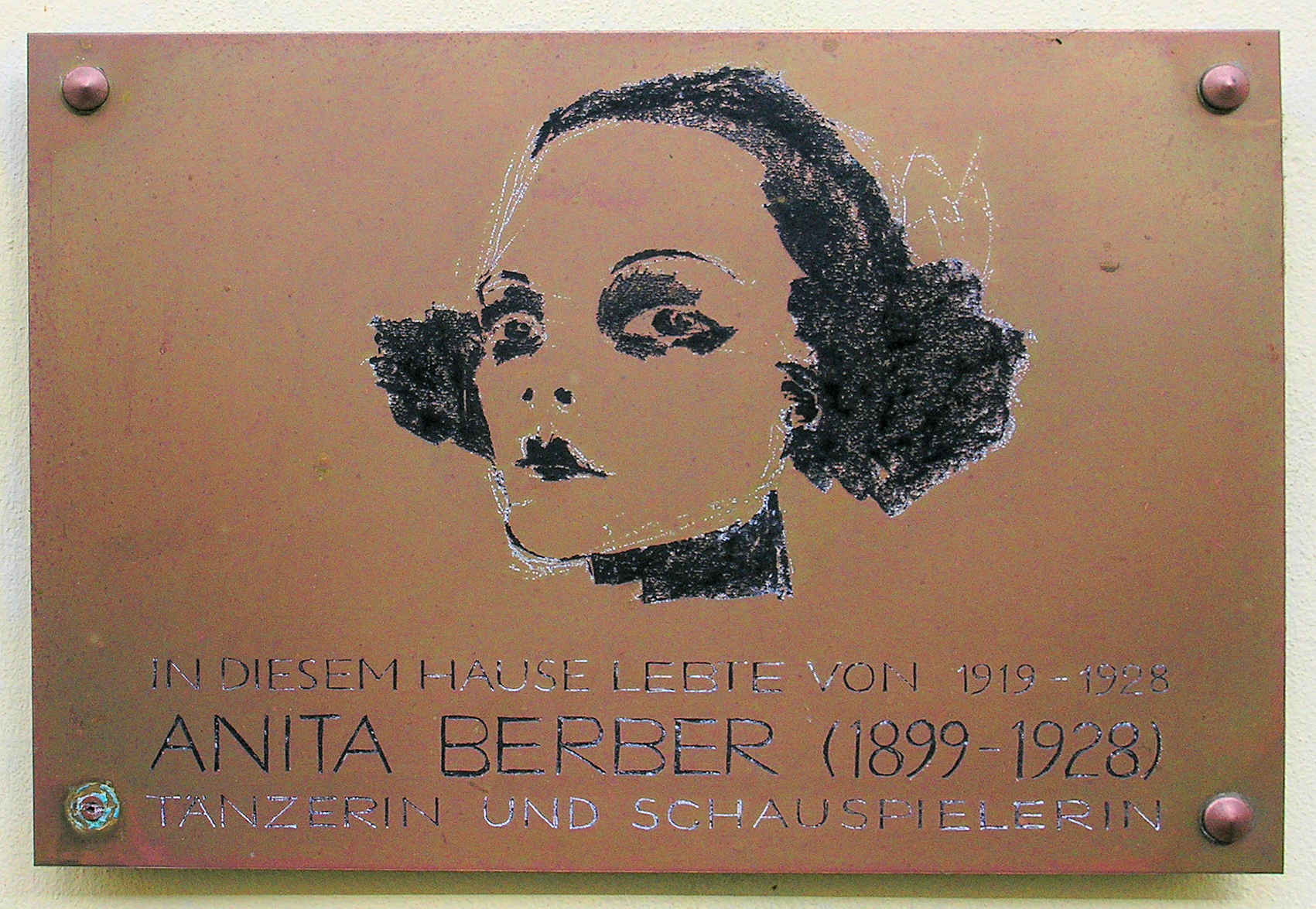
Placa conmemorativa de la residencia de Berber en la casa n.º 13 de la Zähringerstraße (1919-1928), diseñada por el artista Hans Scheib e inaugurada el 10 de noviembre de 2003 con ocasión del 75.º aniversario de su fallecimiento.

En octubre de 2004 la banda de música electrónica Death in Vegas le dedicó uno de los once temas de su cuarto álbum de estudio Satan's Circus.
En enero de 2007 el diseñador Michael Michalsky presentó en el Rotes Rathaus de Berlín una colección de modelos inspirados en general en la estética berlinesa de la década de los veinte y particularmente en el denominado «estilo Berber».
En 2008 la artista y escritora alemana Lena Braun expuso en la Galerie Area 53 (Gumpendorfer Straße) de Viena y la antigua sede del Hospital Bethanien de Kreuzberg (donde falleció la bailarina a finales de 1928 y reconvertido desde 1973 en centro cultural) una serie de autorretratos serigrafiados en los que la autora se representaba como la propia Berber durante su interpretación de las Danzas del vicio, del espanto y del éxtasis.
Al año siguiente el diseñador de moda Karl Lagerfeld publicó en el número de octubre de la edición alemana de la revista Vogue un conjunto de fotografías basadas en tomas anteriores realizadas en vida de la artista. Posaron los modelos Edita Vilkevičiūtė (como Anita Berber) y Baptiste Giabiconi (como Sebastian Droste).
En septiembre de 2013 se inauguró un centro cultural dedicado a la artista aprovechando las instalaciones de un antiguo hospital en desuso ubicado en el distrito berlinés de Wedding (n.º 17 de la Pankstraße) en el que se han ido celebrando conferencias, exposiciones, conciertos de música electrónica, espectáculos de estriptis… A principios de 2014 Pacemaker, una compañía de danza fundada en 1998, volvió a poner en escena el trabajo que el bailarín, coreógrafo y actor checo Joe Jentchik (1893-1945) había dedicado a Anita Berber. Aquel mismo año el pintor polaco Markus Manowski exhibió un desnudo frontal de la actriz (óleo sobre lienzo, 350 x 140 cm) en posición totalmente tumbada.
El 17 de junio de 2016 con motivo del 125.º aniversario del nacimiento de Otto Dix tuvo lugar en la Großes Haus de Gera (ciudad natal del pintor) el estreno de la obra de Jiří Bubeníček Anita Berber Göttin der Nacht representada por el Ballet del Estado de Turingia. La parte musical, interpretada por la Orquesta Filarmónica de Altenburg bajo la dirección de Takahiro Nagasaki, fue compuesta por el británico Simon Wills. Los papeles principales de Anita Berber, Otto Dix y Sebastian Droste fueron interpretados respectivamente por los bailarines Anastasiya Kuzina, Predrag Jovicic y Mattia Carchedi.
El año anterior (2015) el Gobierno federal había adquirido el antiguo Cementerio de St. Thomas que fue transformado en una «zona verde natural» de 6,6 ha de superficie reabierta al público el 10 de julio de 2017 bajo la nueva denominación de «Parque Anita Berber», preferida en el último momento a la de la activista comunista Olga Benario.

Neuköln (Berlín). Vista panorámica del "Parque Anita Berber" inaugurado oficialmente a las 13:30 horas del lunes 10 de julio de 2017 por la senadora de Medio Ambiente, Transporte y Protección del Clima Regine Günther.

También por entonces el solista del grupo Van Canto Jan Moritz grabó con la banda Opera Chaotique la canción Anita (a Anita Berber) publicada en el nuevo EP Muses of the Damned Artists en el que se recogieron una serie de canciones dedicadas según la propia formación «a las mujeres y los grandes artistas que se inspiraron en ellas» como Edgar Allan Poe, el Marqués de Sade, Suzanne Valadon, Modigliani, Las señoritas de Avignon de Pablo Picasso, etc.
Hasta el 18 de marzo de 2018 se celebró en el Museo de Artes y Oficios de Hamburgo la exposición homenaje a Dora Kallmus, conocida como Madame d'Ora, en la que figuraron entre otras varias imágenes de Berber íntegramente desnuda tomadas in situ por la fotógrafa austriaca a finales de 1922 durante la representación de las Danzas del vicio, del espanto y del éxtasis junto a su partener Sebastian Droste.

## Hemerografía
Prensa histórica
- REDACCIÓN (1 nov. 1921). «On voit dans le monde cinématographique des étoiles intéressantes qui charment les capitales de l'Europe Centrale». Vogue (Paris). 3 (9): 29.
- Réval, Gabrielle (14 ene. 1923). «Les nuits de Vienne». La Rampe (Paris) (315): 16.
- Z (18 ene. 1921). «Les danses berlinoises». Journal des Débats Politiques et Littéraires (Paris) (17): 1.